# Skyclad
Pour les articles homonymes, voir Skyclad (homonymie).
Skyclad est un groupe de folk metal britannique, originaire de Newcastle-upon-Tyne, en Angleterre. Avec le groupe Bathory, il est considéré comme l’un des groupes pionniers du folk metal.
Le groupe tire son nom de la wicca, où des rituels sont pratiqués nus, avec des participants « vêtus » seulement de « ciel », en signe d’égalité. Ce nom fait également allusion aux croyances religieuses du groupe et aux origines sociales de ses membres, comme expliqué dans la chanson Skyclad de leur premier album.

## Biographie

### Années 1990
Le groupe est formé en 1990 par le chanteur Martin Walkyier du groupe Sabbat, et le guitariste Steve Ramsey des groupes Satan et Pariah. Walkyier quitte Sabbat à cause d’une divergence avec le guitariste Andy Sneap concernant l’orientation des paroles. Le but de ses deux artistes était de monter le « groupe ultime de pagan metal ». Les premières conceptions du groupe incluaient quelques extravagances comme des costumes de Robin des Bois, mais ces concepts furent abandonnés plus tard. Développant le groupe avec un autre ex-membre de Pariah, le bassiste Graeme English, ainsi que Keith Baxter comme batteur, ils signent un contrat avec le label allemand Noise International et enregistrent Wayward Sons of Mother Earth en 1991. Après une tournée avec Overkill, ils recrutent Fritha Jenkins au violon et aux claviers ainsi qu’un second guitariste, Dave Pugh, ajoutant encore plus de sonorités folk sur l’album qui s’ensuivit  A Burnt Offering for the Bone Idol courant 1992.
Les sorties s’enchainèrent, avec Jonah’s Ark en 1993 et Prince of the Poverty Line un an plus tard, en 1994, Cath Howell remplaçant Jenkins. Elle fut à son tour remplacée par Georgina Biddle pour l’album de 1995 The Silent Whales of Lunar Sea. Après cet album Baxter et Pugh quittèrent le groupe. Ne pouvant alors effectuer de tournée, le groupe enregistra et sortit Irrational Anthems ainsi que Oui Avant-Garde a Chance la même année, les deux avec un batteur servant uniquement à l’enregistrement. The Answer Machine? suivit en 1997 avec toujours le même problème, l’absence d’un batteur permanent dans le groupe. Mais le batteur Jay Graham et le guitariste Kevin « Riddler the Fiddler » Ridley (qui était auparavant le producteur du groupe) arrivèrent en 1998, lors de l’enregistrement de Vintage Whine pour une sortie prévue en 1999.

### Années 2000
La composition du groupe reste le même pour l’enregistrement de l’album Folkémon, publié en 2000, mais le membre fondateur Walkyier quitte le groupe en 2001, énonçant des raisons diverses, comme les difficultés financières du groupe ou la réticence du groupe à voyager en Amérique du Sud dû à des soucis de sécurité. Cependant, les autres membres du groupe dénoncent que la personnalité quelquefois « piquante » du chanteur était l'une des causes majeurs de l’instabilité de la composition du groupe. Pour de nombreux fans, les paroles écrites par Walkyiers ainsi que sa façon de chanter étaient l’un des points forts du groupe. Ils craignent donc que son départ signe l’arrêt de mort du groupe. Après avoir remplacé le batteur Jay Graham (qui avait quitté le groupe peu après Walkyier) et installé Kevin Ridley au chant, le groupe retourne en studio pour effacer ces craintes avec No Daylights… Nor Heel Taps (2002) qui contient des enregistrements se voulant d’ambiance Irish pub de classiques de Skyclad par le nouveau line-up, précédé par un single en 2001, Swords of a Thousand Men. La piste principale de ce single, une reprise d’une chanson originale de Ten Pole Tudor), apparait également sur Folkémon comme chanson bonus dans une version quelque peu différente. Le single comporte deux enregistrements de cette chanson, l’une avec Ridley au chant, et l’autre avec Ridley se partageant les vocaux avec le chanteur Edward Tudor-Pole,  de Ten Pole Tudor. Ce single/album est suivi par la tournée The Same… But Different, la plus longue que Skyclad ait entreprise depuis longtemps.
A Semblance of Normality, publié en 2004, est le premier véritable album studio de la période « post-Walkyier » (il y a eu quelques différends entre Walkyier et les autres membres du groupe à propos de droits d’auteurs et d’utilisation pour ses textes, ainsi que pour la sortie de chansons dans lesquelles il apparaissait), restant dans le style des sorties précédentes. Les textes de Ridley essayant de s’étendre sur les mêmes thèmes et dans le même style que ceux de Walkyier, tout en maintenant une identité personnelle. Cet album a probablement été le plus diffusé de leur discographie, probablement grâce à une meilleure distribution et au bouche-à-oreille. Il a reçu de nombreuses critiques positives, surtout dans le monde anglophone, où, ironiquement (et en dépit des nombreux jeux de mots peuplant leurs titres et textes, s’adressant pour la plupart à des anglophones de naissance), le groupe est presque inconnu, contrairement à l’Amérique du Sud et au continent européen où ils sont extrêmement populaires, (spécialement en Allemagne et en Grèce).
En février 2006, le groupe signe au label Black Lotus Records, et prévoit la publication d'un EP, intitulé Jig-a-Jig. Depuis la faillite de Black Lotus début 2006, l’album qui aurait dû sortir fin 2006 n'est pas publié. En 2008, Skyclad annonce plusieurs shows en Finlande. L’album, initialement intitulé Jig-a-Jig, est publié le 31 mai 2009 sous le titre In the… All Together. En juin 2009, le groupe annonce plusieurs dates de tournée européenne en soutien à leur nouvel album.

### Années 2010
En 2011, Global Music annonce le premier album solo, Flying in the Face of Logic, du chanteur Kevin Ridley, pour le 4 juillet.
En juin 2012, Martin Walkyier annonce que son groupe, rebaptisé Martin Walkyier's Skyclad, participera à un festival à Nottingham, en Angleterre, en septembre 2012. En 2014, le guitariste Dave Pugh revient au sein de Skyclad comme membre à temps plein. En 2015, Skyclad joue à plusieurs grands festivals incluant le Hellfest de Clisson, en France, et le Bloodstock Open Air en Angleterre, avant de faire une pause forcée. En mai 2016, le groupe est annoncé en studio pour un nouvel album.
En 2016, le groupe annonce sur son site avoir signé avec le label français indépendant Listenable Record.

## Thèmes
Skyclad peut à peu près être décrit comme un groupe « engagé ». Leurs paroles traitent d'une grande variété de thèmes réels (ainsi que de problèmes personnels, surtout sous l’écriture de Walkyer), comme la pauvreté, les drogues, l’environnement, la politique, les problèmes urbains, le paganisme, la société et l’industrie. Les polémiques soulevées par le groupe sont souvent basées sur des expériences personnelles. L’idéologie politique de Skyclad est généralement de gauche, avec un penchant pour la classe ouvrière. Les chansons Men of Straw et Catherine at the Wheel, parmi d’autres, montrent une forte répression contre l’abus d’enfant et Ten Little Kingdoms est anti-dévolution. Les écrits de Walkyier pour le groupe dévoilent également un certain intérêt pour une sexualité féminine « prédatrice » : (My Mother in Darkness, Polkageist!, Little Miss Take).
Le groupe est connu pour légèrement cacher le message de ses chansons dans des allusions ou des jeux de mots (Womb of the Worm, Vintage Whine, Great Blow for a Day Job, Inequality Street), bien que cela fut moins prononcé dans les albums plus récents écrits par Ridley, qui favorise une écriture plus directe. Les calembours et les jeux de mots, cependant, sont devenus pour beaucoup une partie intégrante du groupe et il n’y a aucune preuve qu’ils aient été entièrement exclus des dernières compositions.

## Style musical
Skyclad commence sa carrière en jouant une forme de thrash metal avec quelques influences de rock indépendant/post-punk dans le premier album, surtout sur certaines pistes. L’ajout du violon et sans doute du clavier a permis à Skyclad de devenir progressivement encore plus folk au cours de ses différents albums. L'autre évolution majeure étant la diminution progressive de la partie thrash metal de leur musique et l'émergence d’un autre style similaire au hard rock et au heavy metal précédant la NWOBHM, avec des groupes comme Jethro Tull, Uriah Heep et Thin Lizzy. Le style du groupe a commencé à se diversifier sur leurs albums récents : Outrageous Fourtunes et No Daylights… Nor Heeltaps sont tous les deux entièrement acoustiques, et peuvent presque être qualifiés comme de la musique folk traditionnelle d’Angleterre, tandis que Folkémon et A Semblance of Normality sont beaucoup plus rock que les albums directement précédents.
Une des caractéristiques intéressantes de nombreux albums de Skyclad est de proposer de courtes pistes, souvent en introduction ou en conclusion de chansons, qui expérimentent différents styles de musique ou différents instruments. Cela inclut des pistes « de narration » (comme Tunnel Visionaries, qui parodie le fameux paragraphe d’ouverture de La Guerre des mondes) et des chansons utilisant des instruments comme la cornemuse, la trompette et le bodhran qui ne sont habituellement pas utilisés dans le répertoire du groupe.

## Discographie

### Albums studio
- 1991 : The Wayward Sons of Mother Earth
- 1992 : A Burnt Offering for the Bone Idol
- 1993 : Jonah's Ark
- 1994 : Prince of the Poverty Line
- 1995 : The Silent Whales of Lunar Sea
- 1996 : Irrational Anthems
- 1996 : Oui Avant-Garde a Chance
- 1997 : The Answer Machine?
- 1999 : Vintage Whine
- 2000 : Folkémon
- 2001 : Another Fine Mess (album live)
- 2004 : A Semblance of Normality
- 2009 : In the... All Together
- 2017 : Forward Into the Past

### Compilations
- 1996 : Old Rope
- 2001 : History Lessens
- 2002 : No Daylights... Nor Heel Taps
- 2002 : Live at the Dynamo

### EPs
- 1992 : Tracks from the Wilderness
- 1999 : Outrageous Fourtunes
- 1999 : Classix Shape
- 2006 : Jig-a-Jig (édition limitée)

### Singles
- Thinking Allowed? (single)
- Swords of a Thousand Men (single)

## Récompenses
- 2017 : l'album Forward into the Past est élu 8ème meilleur album de l'année par le site Folk-Metal.nl[14]

## Membres

### Membres actuels
- Steve Ramsey - guitare (depuis 1990)
- Graeme « Bean » English - basse (depuis 1990)
- Georgina Biddle - violon (depuis 1994)
- Kevin Ridley - chant (depuis 2001), guitare (depuis 1998), production (depuis 1990)
- Arron Walton - batterie (depuis 2001)

### Anciens membres
- Jay Graham - batterie (1998-2001)
- Martin Walkyier - chant, paroles (1990-2000 ; également dans The Clan Destined, ex-Sabbat)
- Nick Acons - guitare, violon (1997)
- John Leonard - flûte, mandoline (1997)
- Mitch Oldham - batterie (1997)
- Dave Moore - guitare en studio (1996 ; ex-Velvet Viper)
- Paul A.T. Kinson - batterie (1996)
- Paul Smith - batterie (1996)
- Dave Ray - guitare (1995)
- Jed Dawkins - batterie (1995)
- Keith Baxter - batterie (1990-1995)
- Dave Pugh - guitare (1991-1995)
- Fritha Jenkins - violon (1991-1993)
- Cath Howell - violon (1993-1994)
- Danny Porter - guitare en studio (1991)